# A Silent Film
A SIlent Film é uma banda inglesa de rock alternativo de Oxford. A banda consiste de Robert Stevenson (vocal/piano/guitarra) e Spencer Walker (bateria). o seu álbum de estreia, The City That Sleeps, foi lançado em 6 de outubro de 2008, com um critico descrevendo-o como "um vencedor certeiro". Outro crítico disse que A Silent Film tem um estilo "claramente influenciado" por Coldplay, Snow Patrol e The Killers.

## História

### Formação e primeiros anos
A banda foi formada em 2005. Três dos cinco membros (Robert Stevenson, Spencer Walker e Lewis Jones) tinham sido membros de outra banda chamada Shouting Myke, que se formou no início de 2000. Em 2005, dois membros (Benn Clarke e Steve Meyer-Rassow) deixaram a banda e foram substituídos por Ali Hussain, cujo irmão mais velho é o conhecido maestro Leo Hussain. A recém-formada banda escolheu o nome de A Silent Film depois que o vocalista Stevenson escreveu uma música utilizando a melodia de uma música de um filme de Charlie Chaplin; a banda concordou que gostava do estilo e escolheu o nome como uma referência para os muitos filmes mudos de Chaplin. A banda lançou o seu primeiro disco em 2007, um EP intitulado The Projectionist. Eles tocaram no palco de apresentação da BBC noGlastonbury, em 2007.

### The City That Sleeps
A versão original britânica do álbum, produzido por Sam Williams, contém 11 faixas. Um crítico comparou o álbum com a música feita pelo Coldplay e descreveu-o como "cativante e acessível". O single "You Will Leave a Mark" foi número um na revista Sunday Times Culture na parada das músicas mais "quentes". Ele foi colocado como um download iTunes Discovery e já foi baixado mais de 110.000 vezes. Ele também foi indicado para o XFM New Music Award.
Após o lançamento do álbum, a banda saiu em turnê no Reino Unido e em Portugal, onde rapidamente se tornou popular. Algumas semanas depois, "You Will Leave a Mark" atingiu o topo da parada portuguesa de downloads de singles, seguido pelo álbum logo depois. A banda tocou e excursionou com OneRepublic, o Scouting for Girlss, The Smashing Pumpkins, The Temper Trap, Sleigh Bells, Biffy Clyro, Fitz & The Tantrums, Civil Twilight, Athlete e Blue October.
Em 2010, The City That Sleeps foi relançado nos EUA com duas faixas alternativas, "Driven By Their Beating Hearts" e "Firefly in My Window". "Aurora" foi destaque no iTunes celebrity playlist podcast da banda Linkin Park. Várias aparições no The Hills da MTV, The Hard Times of R J Berger, Investigation Discovery e uma aparição no videogame Rockband ajudaram a aumentar a projeção da banda nos EUA. "You Will Leave a Mark" entrou nas paradas das mais-pedidas de inúmeras rádios, ganhando primeiro lugar no Sirius Alt Nation awards por "Melhor performance de estúdio" e atingiram quarto lugar para "Canção do Ano", atrás apenas do Mumford & Sons, The Black Keys, e Vampire Weekend. A canção também alcançou a posição Nº 38 no Billboard's Hot Modern Rock Tracks. A banda realizou com sucesso uma apresentação no SXSW , em Março de 2011.

### Sand and Snow
A Silent Film lançou o seu álbum de Sand & Snow em 5 de junho de 2012. O auto-produzido álbum contém 11 faixas, com três músicas adicionais na edição "bônus". O álbum tem sido elogiado pela criatividade e profundidade musical e tem notadamente uma influência mais forte de música eletrônica que seu primeiro álbum. O álbum teve dois singles de sucesso, "Danny, Dakota & the Wishing Well" e "Harbour Lights". O álbum alcançou a posição de Nº 38 no Top Heatseekers chart em 2013. Após o lançamento de Sand & Snow, a banda anunciou sua aparição no Firefly Music Festival em Delaware, ao lado de Red Hot Chili Peppers, Tom Petty & The Heartbreakers, Foster The People, Vampire Weekend, entre outros.

### New Year
Em 21 de abril de 2015, A Silent Film lançou seu EP New Year. O EP foi auto-produzido, em colaboração com Matt Wilcox, e foi mixado pelo produtor de The City that Sleeps, Sam Williams. Gravado em um estúdio de estilo rústico em uma fazenda nos arredores de El Paso, Texas, New Year, expande-se sobre a cinemática de rock alternativo de Sand & Snow e The City that Sleeps. A música "Tomorrou" foi elogiada por sua forte narrativa de qualidade, profundidade e poder.

### A Silent Film
A Silent Film anunciou seu retorno em 16 de outubro de 2015, com a continuação para o aclamado Sand & Snow: o novo álbum de estúdio A Silent Film. O homônimo álbum será lançado pelo selo da própria banda, Silent Songs. Produzido pelos membros da banda Robert Stevenson, e Spencer Walker, com a ajuda de Mateus Wilcox (Foster the People, Bethel Music), o álbum com 11 faixas foi gravado na cidade natal de A Silent Film, Oxford, no Reino Unido, durante cinco semanas.

## Discografia

### Álbuns de estúdio
| Título               | Detalhes do álbum |
| -------------------- | --- |
| The City That Sleeps | - Lançado em: outubro de 2008 (Portugal), Novembro de 2010 (EUA relançamento) - Selo: Xtra Mile (Reino Unido), Bieler Bros. (EUA relançamento) - Formatos: CD, download Digital |
| Sand and Snow        | - Lançado em: 5 de Junho de 2012 - Selo: Creative Media Investments LLC (CMI). - Formatos: CD, download Digital                                                                 |
| A Silent Film        | - Lançado em: Outubro de 2015 - Selo: Silent Songs - Formatos: CD, download Digital                                                                                             |

| Título                    | Detalhes do álbum                                                        |
| ------------------------- | ------------------------------------------------------------------------ |
| The Projectionist (EP)    | - Lançado Em: Julho de 2007 - Selo: Xtra Mile - Formatos: CD             |
| You Will Leave a Mark     | - Lançamento: 2008 - Selo: Xtra Mile - Formatos: CD                      |
| Tomorrow (Single)         | - Lançamento: 2015 - Selo: Silent Songs - Formato: Digital download      |
| New Year (EP)             | - Lançamento: 2015 - Selo: Silent Songs - Formatos: CD, download digital |
| Lightning Strike (Single) | - Lançamento: 2015 - Selo: Silent Songs - Formatos: CD, download digital |